# Frans Verdoorn
Frans Verdoorn  ( Ámsterdam 1906 - 1984 ) fue un botánico pteridólogo neerlandés, que trabajó activamente en EE. UU. desde 1940.
En 1948 oposita y gana el puesto de director del "Arboretum de Los Angeles State and County" de Arcadia, California.

## Algunas publicaciones

### Libros
- 1932. Manual of Bryology
- 1943. Plant Viruses and Virus Diseases-a New Series of Plant Science Books Volume XIII. Ed. Chronica Botanica Co. 294 pp.
- 1944. On the Aims and Methods of Biological History and Biography. Ed. Hoffman's Bookshop, ABAA, Columbus
- 1945a. Plants and Plant Science in Latin America. Ed. Chronica Botanica Company, Waltham. xxxviii + 384 pp.
- Honig, P; F Verdoorn. 1945b. Science and scientists in the Netherlands Indies. Ed. Board for the Netherlands Indies, Surinam and Curaçao, Nueva York. xxii + 491 pp. 134 il.
- 1950. Biologia: an International Year-Book Devoted to the Pure and Applied Plant and Animal Sciences, Vol. 2. Ed. John T Zubal Inc, Cleveland. pp. 117-332
- 1959. The Garden Flowers of China. Ed. The Ronald Press. 240 pp.
- Verdoorn, F; P Smit; RJChV Ter Laage (eds.) 1970. Essays in biohistory, and other contributions presented by friends and colleagues to Frans Verdoorn on the occasion of his 60th birthday. 426 pp.
- Verdoorn, F; AHG Alston. Manual of pteridology.

## Honores
Recibió la primera "Medalla Mary Soper Pope" del "Cranbrook Institute of Science, Michigan", galardón otorgado al Dr. Frans Verdoorn, editor de "Ghronica Botanica", en reconocimiento a su labor editorial y relaciones internacionales en Biología, y sus investigaciones en criptógamas y en la Historia de las ciencias vegetales.

### Eponimia
- (Rutaceae) Vepris verdoorniana (Exell & Mendonça) Mziray[3]